# Dudleya cymosa
Dudleya cymosa är en fetbladsväxtart som först beskrevs av Lem., och fick sitt nu gällande namn av Britt. och Joseph Nelson Rose. Dudleya cymosa ingår i släktet Dudleya och familjen fetbladsväxter.

## Underarter
Arten delas in i följande underarter:
- D. c. agourensis
- D. c. crebrifolia
- D. c. cymosa
- D. c. marcescens
- D. c. ovatifolia
- D. c. paniculata
- D. c. pumila

## Bildgalleri

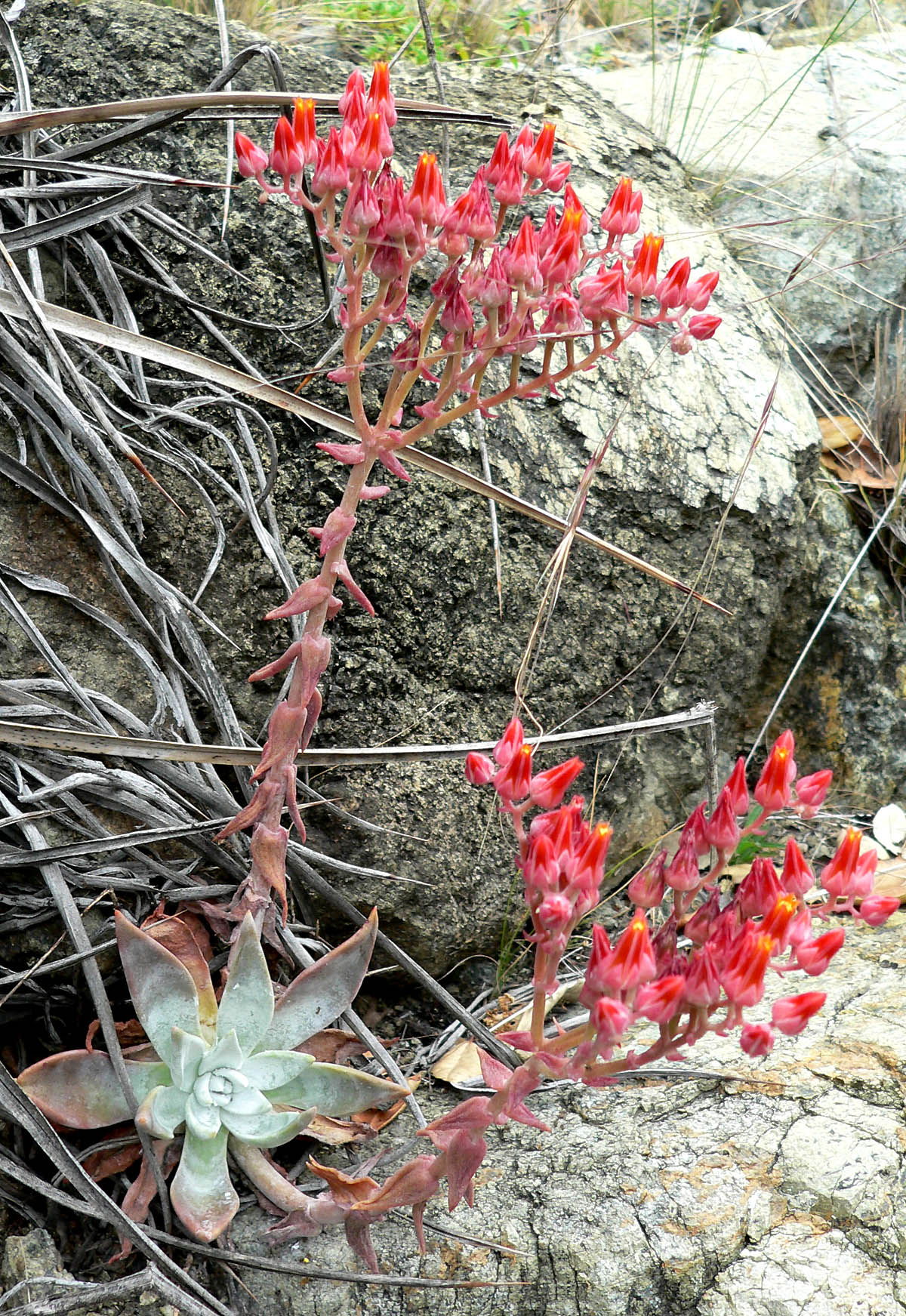